# پهنه سرمایی
پهنه سرمایی، پهنه سرمای سخت یا پهنه سرماشناسی (به انگلیسی: Hardiness zone) یک نوع سیستم تقسیم‌بندی مناطق آب و هوایی بر اساس دماهای حداقل هر محل می‌باشد که توسط وزارت کشاورزی ایالات متحده (USDA) به عنوان یک راهنمای برآوردی برای محوطه‌سازی و باغبانی ایجاد شده‌است و ۱۳ پهنه را با حداقل دمای سالانه شدید تعریف می‌کند. این سیستم کمک می‌کند تا علاقمندان بتوانند گونه‌های جدید را بر اساس بردباری آنها به سرمای زمستان منطقه خودشان انتخاب کنند.